# Aurivilliola annamensis
Aurivilliola annamensis is een hooiwagen uit de familie Sclerosomatidae. De wetenschappelijke naam van Aurivilliola annamensis gaat terug op Roewer.